# Предвиђање удара астероида
Предвиђање удара астероида је предвиђање датума и времена када ће астероиди ударити у Земљу, заједно са локацијама и озбиљношћу удара.
Процес предвиђања удара одвија се у три главна корака:
1. Откривање астероида и почетна процена његове орбите, која се генерално заснива на кратком луку посматрања од мање од две недеље.
2. Накнадна посматрања ради побољшања одређивања орбите.
3. Израчунавање да ли, када и где би се орбита могла пресећи са Земљином у неком тренутку у будућности.[1]

Уобичајена сврха предвиђања удара је усмеравање одговарајућег одговора.
Већина астероида се открива камером на телескопу са широким видним пољем. Софтвер за диференцијацију слика упоређује недавну слику са ранијим сликама истог дела неба, откривајући објекте који су се померили, посветлели или појавили. Ти системи обично добијају неколико запажања по ноћи, која се могу повезати у врло прелиминарно одређивање орбите. Ово предвиђа приближне положаје током наредних неколико ноћи, а накнадна посматрања се затим могу обавити било којим телескопом довољно моћним да види новооткривени објекат. Калкулације пресека орбита затим врше два независна система, један (Сентри) којим управља НАСА, а други (NEODyS) којим управља ЕСА.
Тренутни системи откривају долазећи објекат само када је неколико фактора исправно подешено, углавном правац приласка у односу на Сунце, временски услови и фаза Месеца. Укупна стопа успеха је око 1% и нижа је за мање објекте. Неколико блиских промашаја астероида средње величине предвиђено је годинама унапред, са малом шансом да ударе у Земљу, а неколико малих ударача је успешно откривено сатима унапред. Сви потоњи су ударили у дивљину или океан и никога нису повредили. Већина удара долази од малих, неоткривених објеката. Ретко погађају насељена подручја, али могу изазвати распрострањену штету када то учине. Перформансе у откривању мањих објеката се побољшавају како се постојећи системи надограђују и нови пуштају у рад, али сви тренутни системи имају слепу тачку око Сунца која се може превазићи само наменским свемирским системом или откривањем објеката приликом претходног приласка Земљи много година пре потенцијалног удара.

## Историја
Године 1992, извештај НАСE препоручио је координисано истраживање (названо Спејсгард) за откривање, верификацију и обезбеђивање накнадних посматрања астероида који пресецају Земљину орбиту. Ово истраживање је било скалирано тако да открије 90% свих објеката већих од једног километра у року од 25 година. Три године касније, други извештај НАСА-е препоручио је истраживачке прегледе који би открили 60–70% краткопериодичних објеката блиских Земљи већих од једног километра у року од десет година и постигли 90% комплетности у наредних пет година.
Године 1998, НАСА је формално прихватила циљ да до 2008. године пронађе и каталогизује 90% свих објеката блиских Земљи (NEO) пречника 1 km или већих који би могли представљати ризик од судара са Земљом. Метрика пречника од 1 km изабрана је након значајних истраживања која су указала да удар објекта мањег од 1 km може изазвати значајну локалну или регионалну штету, али је мало вероватно да ће изазвати светску катастрофу. Удар објекта знатно већег од 1 km у пречнику могао би довести до светске штете, па чак и до изумирања људске расе. Посвећеност НАСА-е резултирала је финансирањем бројних напора у потрази за NEO-има, који су остварили значајан напредак ка циљу од 90% до циљаног датума 2008. године, а такође су произвели и прво успешно предвиђање удара астероида (четворометарски 2008 TC3 је откривен 19 сати пре удара). Међутим, откриће неколико NEO-а пречника од око 2 до 3 километра 2009. године (нпр. 2009 CR2, 2009 HC82, 2009 KJ, 2009 MS и 2009 OG) показало је да још увек има великих објеката за откривање.
Три године касније, 2012. године, откривен је астероид 367943 Дуенде пречника 40 метара и успешно је предвиђено да ће поново проћи близу Земље, али без судара, само 11 месеци касније. Ово је било значајно предвиђање јер је објекат био само 20 m × 40 m и као резултат тога је пажљиво праћен. На дан његовог најближег приласка и случајно, мањи астероид се такође приближавао Земљи, непредвиђен и неоткривен, из правца блиског Сунцу. За разлику од 367943 Дуенде, био је на путањи судара и ударио је у Земљу 16 сати пре него што је 367943 Дуенде прошао, постајући Чељабински метеор. Повредио је 1.500 људи и оштетио преко 7.000 зграда, подижући свест о опасностима чак и малих удара астероида ако се догоде изнад насељених подручја. Процењује се да је астероид био широк 17 m. У априлу 2018. године, Фондација Б612 је изјавила: „Сто посто је сигурно да ћемо бити погођени [разорним астероидом], али нисмо сто посто сигурни када.“ Такође 2018. године, физичар Стивен Хокинг, у својој последњој књизи Кратки одговори на велика питања, сматрао је судар са астероидом највећом претњом планети. У јуну 2018. године, амерички Национални савет за науку и технологију упозорио је да Америка није спремна за догађај удара астероида и развио је и објавио „Национални акциони план за припрему за објекте блиске Земљи“ како би се боље припремила.

## Откривање астероида блиских Земљи
Први корак у предвиђању удара је откривање астероида и одређивање њихових орбита. Проналажење слабих објеката блиских Земљи наспрам многобројнијих позадинских звезда је као тражење игле у пласту сена. То се постиже небеским прегледима који су дизајнирани за откривање астероида блиских Земљи. За разлику од већине телескопа који имају уско видно поље и велико увећање, телескопи за преглед имају широко видно поље како би скенирали цело небо у разумном времену са довољном осетљивошћу да уоче слабе објекте блиске Земљи које траже.
Прегледи усмерени на NEO-е поново посећују исту област неба неколико пута узастопно. Кретање се тада може детектовати коришћењем техника диференцијације слика. Све што се креће од слике до слике у односу на позадину звезда упоређује се са каталогом свих познатих објеката, и ако већ није познато, пријављује се као ново откриће заједно са својим прецизним положајем и временом посматрања. Ово затим омогућава другим посматрачима да потврде и додају податке о новооткривеном објекту.

### Каталошки наспрам упозоравајућих прегледа
Прегледи астероида могу се широко класификовати као каталошки прегледи, који користе веће телескопе да би углавном идентификовали веће астероиде много пре него што се значајно приближе Земљи, или упозоравајући прегледи, који користе мање телескопе да би углавном тражили мање астероиде унутар неколико милиона километара од Земље. Каталошки системи се фокусирају на проналажење већих астероида годинама унапред и скенирају небо споро (реда величине једном месечно), али дубоко. Упозоравајући системи се фокусирају на релативно брзо скенирање неба (реда величине једном ноћу). Они обично не могу да детектују објекте који су толико слаби као каталошки системи, али неће пропустити астероид који драматично посветли на само неколико дана када прође веома близу Земље. Неки системи праве компромис и скенирају небо отприлике једном недељно.

#### Каталошки системи
За веће астероиде (пречника од 100 m до 1 km), предвиђање се заснива на каталогизацији астероида, годинама до вековима пре него што би могли ударити. Ова техника је могућа јер их њихова величина чини довољно светлим да се виде са велике удаљености. Њихове орбите се стога могу измерити и било какви будући удари предвидети много пре него што се нађу на путањи удара ка Земљи. Овај дуги период упозорења је важан јер би удар објекта од 1 km изазвао светску штету и био би потребан минимум од око деценије унапред да би се скренуо са путање од Земље. Од 2018. године, инвентар је скоро комплетан за објекте величине километра (око 900) који би изазвали глобалну штету, а отприлике једна трећина је комплетна за објекте од 140 метара (око 8500) који би изазвали велику регионалну штету. Ефикасност каталогизације је донекле ограничена чињеницом да је одређени проценат објеката изгубљен од њиховог открића, због недовољних посматрања за прецизно одређивање њихових орбита.

#### Системи за упозоравање
Мањих објеката блиских Земљи има на милионе и стога много чешће ударају у Земљу, иако са много мањом штетом. Велика већина остаје неоткривена. Ретко пролазе довољно близу Земље да постану довољно светли за посматрање, па се већина може посматрати само када су унутар неколико милиона километара од Земље. Стога се обично не могу добро каталогизовати унапред и може се само упозорити на њих, неколико недеља до дана унапред.
Тренутни механизми за откривање астероида приликом приласка ослањају се на земаљске телескопе видљиве светлости са широким видним пољем. Они тренутно могу пратити небо највише сваке ноћи, и стога пропуштају већину мањих астероида који су довољно светли да се детектују мање од једног дана. Такви веома мали астероиди много чешће ударају у Земљу него већи, али праве малу штету. Њихово пропуштање стога има ограничене последице. Много важније, земаљски телескопи су слепи за већину астероида који ударају на дневној страни планете и пропустиће чак и велике. Ови и други проблеми значе да се врло мали број удара успешно предвиђа (видети § Ефикасност тренутног система и § Побољшање предвиђања удара).

Астероиди које детектују системи за упозоравање су преблизу свом времену потенцијалног удара да би се скренули са путање од Земље, али још увек има довољно времена да се ублаже последице удара евакуацијом и другим припремама погођеног подручја. Системи за упозоравање такође могу детектовати астероиде који су успешно каталогизовани као постојећи, али чија орбита није била довољно добро одређена да би се омогућило предвиђање где се сада налазе. 

### Прегледи
Главни прегледи усмерени на NEO наведени су у наставку, заједно са будућим телескопима који су већ финансирани.
Првобитно су сви прегледи били груписани у релативно малом делу северне хемисфере. То је значило да око 15% неба на крајњој јужној деклинацији никада није било праћено, и да је остатак јужног неба посматран током краће сезоне него северно небо. Штавише, како је мање сати мрака током лета, недостатак равнотеже прегледа између севера и југа значио је да се небо ређе скенирало током северног лета. Телескопи ATLAS који сада раде у Јужноафричкој астрономској опсерваторији и опсерваторији Ел Саусе у Чилеу сада покривају ову празнину на југоистоку глобуса. Када буде завршена, Опсерваторија Рубин ће побољшати постојећу покривеност јужног неба. Телескоп за надзор свемира од 3,5 m, који је првобитно такође био у југозападном делу Сједињених Држава, демонтиран је и премештен у Западну Аустралију 2017. године. Када буде завршен, ово би такође требало да побољша глобалну покривеност. Изградња је каснила због тога што се ново место налази у региону циклона, али је завршена у септембру 2022.
| Преглед                                     | Пречник телескопа (m) | Број телескопа | Време за скенирање целог видљивог неба (када је ведро) | Гранична магнитуда | Хемисфера      | Активност  | Врхунска годишња запажања | Категорија прегледа      |
| ------------------------------------------- | --------------------- | -------------- | ------------------------------------------------------ | ------------------ | -------------- | ---------- | ------------------------- | ------------------------ |
| ATLAS                                       | 0.5                   | 2              | 2 ноћи                                                 | 19                 | Северна        | 2016–данас | 1.908.828                 | Систем за упозоравање    |
| ATLAS                                       | 0.5                   | 2              | 1 ноћ                                                  | 19                 | Јужна          | 2022–данас | NA                        | Систем за упозоравање    |
| Каталински небески преглед                  | 1.5                   | 1              | 30 ноћи                                                | 21.5               | Северна        | 1998–данас | види Преглед Маунт Лемона | Систем за каталогизацију |
| Каталински небески преглед                  | 0.7                   | 1              | 7 ноћи                                                 | 19.5               | Северна        | 1998–данас | 1.934.824                 | Систем за каталогизацију |
| Каталински небески преглед                  | 0.5                   | 1              | ?                                                      | ?                  | Јужна          | 2004–2013  | 264.634                   | Систем за упозоравање    |
| Опсерваторија Кисо                          | 1.05                  | 1              | 0.2 ноћи (2 сата)                                      | 18                 | Северна        | 2019–данас | ?                         | Систем за упозоравање    |
| Опсерваторија Вера Ц. Рубин                 | 8.4                   | 1              | 3–4 ноћи                                               | 27                 | Јужна          | 2022       | NA                        | Оба                      |
| Lincoln Near-Earth Asteroid Research        | 1.0                   | 2              | ?                                                      | ?                  | Северна        | 1998–2012  | 3.346.181                 | Систем за каталогизацију |
| Lowell Observatory Near-Earth-Object Search | 0.6                   | 1              | 41 ноћ                                                 | 19.5               | Северна        | 1998–2008  | 836.844                   | Систем за каталогизацију |
| Преглед Маунт Лемона                        | 1.52                  | 1              | ?                                                      | ~21                | Северна        | 2005–данас | 2.920.211                 | Систем за каталогизацију |
| Near-Earth Asteroid Tracking                | ?                     | 2              | ?                                                      | ?                  | Северна        | 1995–2007  | 1.214.008                 | Систем за каталогизацију |
| NEOSM                                       | 0.5                   | 1              | ?                                                      | ?                  | SEL1           | 2026       | NA                        | Систем за каталогизацију |
| NEO Survey Telescope                        | 1                     | 1              | 1 ноћ                                                  | 21                 | Северна        | 2022       | NA                        | Систем за упозоравање    |
| NEOWISE                                     | 0.4                   | 1              | ~6 месеци                                              | ~22                | Земљина орбита | 2009–данас | 2.279.598                 | Систем за каталогизацију |
| Pan-STARRS                                  | 1.8                   | 2              | 30 ноћи                                                | 23                 | Северна        | 2010–данас | 5.254.605                 | Систем за каталогизацију |
| Телескоп за надзор свемира                  | 3.5                   | 1              | 6 ноћи                                                 | 20.5               | Северна        | 2014–2017  | 6.973.249                 | Систем за упозоравање    |
| Телескоп за надзор свемира                  | 3.5                   | 1              | 6 ноћи                                                 | 20.5               | Јужна          | 2022–данас | NA                        | Систем за упозоравање    |
| Спејсвоч                                    | 1.8                   | 1              | ?                                                      | ?                  | Северна        | 1980–1998  | 1.532.613                 | Систем за каталогизацију |
| Спејсвоч                                    | 0.9                   | 1              | ?                                                      | 22                 | Северна        | 1980–1998  | 1.532.613                 | Систем за каталогизацију |
| Цвикијев транзијентни објекат               | 1.2                   | 1              | 3 ноћи                                                 | 20.5               | Северна        | 2018–данас | 483.822                   | Систем за упозоравање    |

#### ATLAS
ATLAS, „Систем последњег упозорења на земаљски удар астероида“, користи четири телескопа од 0,5 метара. Два се налазе на Хавајским острвима, у опсерваторији Халеакала и опсерваторији Мауна Лоа, један у Јужноафричкој астрономској опсерваторији, а један у Чилеу. Са видним пољем од 30 квадратних степени сваки, телескопи прегледају видљиво небо до привидне магнитуде 19 са 4 експозиције сваке ноћи. Преглед је оперативан са два телескопа на Хавајима од 2017. године, а 2018. је добио финансирање од НАСА-е за два додатна телескопа смештена на јужној хемисфери. Очекивало се да ће њихова изградња трајати 18 месеци. Њихове јужне локације обезбеђују покривеност 15% неба које се не може посматрати са Хаваја, а у комбинацији са телескопима на северној хемисфери дају непрекидну покривеност екваторијалног ноћног неба (јужноафричка локација није само на супротној хемисфери од Хаваја, већ и на супротној географској дужини). Пуни концепт ATLAS-а састоји се од осам телескопа Шмит-Рајт пречника 50 центиметара са f/2, распоређених широм света за 24-часовну покривеност целог ноћног неба.

#### Каталински небески преглед (укључујући Преглед Маунт Лемона)
Године 1998, Каталински небески преглед (CSS) преузео је од Спејсвоча преглед неба за Универзитет у Аризони. Користи два телескопа, 1,5 m Касегренов рефлектор на врху Маунт Лемон (познат и као самостални преглед, Преглед Маунт Лемона), и 0,7 m Шмитову камеру у близини Маунт Бигелоу (оба у области Тусона, Аризона, на југозападу Сједињених Држава). Оба места користе идентичне камере које обезбеђују видно поље од 5 квадратних степени на телескопу од 1,5 m и 19 квадратних степени на Каталинском Шмиту. Касегреновом рефлектору треба три до четири недеље да прегледа цело небо, откривајући објекте слабије од привидне магнитуде 21,5. Телескопу од 0,7 m треба недељу дана да заврши преглед неба, откривајући објекте слабије од привидне магнитуде 19. Ова комбинација телескопа, једног спорог и једног средњег, до сада је открила више објеката блиских Земљи него било који други појединачни преглед. Ово показује потребу за комбинацијом различитих типова телескопа.
CSS је некада укључивао и телескоп на јужној хемисфери, Преглед Сајдинг Спринг. Међутим, операције су прекинуте 2013. године након што је финансирање обустављено.

#### Опсерваторија Кисо (Томо-е Гозен)
Опсерваторија Кисо користи 1,05-метарски Шмитов телескоп на планини Онтаке близу Токија у Јапану. Крајем 2019. године, Опсерваторија Кисо је додала нови инструмент телескопу, „Томо-е Гозен“, дизајниран за откривање брзо покретних и брзо променљивих објеката. Има широко видно поље (20 квадратних степени) и скенира небо за само 2 сата, далеко брже од било ког другог прегледа до 2021. године. Ово га сврстава директно у категорију система за упозоравање. Да би тако брзо скенирала небо, камера снима 2 кадра у секунди, што значи да је осетљивост нижа од других телескопа метарске класе (који имају много дуже време експозиције), дајући граничну магнитуду од само 18. Међутим, упркос томе што не може да види слабије објекте које детектују други прегледи, способност да скенира цело небо неколико пута у току ноћи омогућава му да уочи брзо покретне астероиде које други прегледи пропусте. Као резултат тога, открио је значајан број астероида блиских Земљи (на пример, погледајте Списак блиских пролазака астероида поред Земље 2021. године).

#### Опсерваторија Рубин (Велики синоптички телескоп)
Опсерваторија Рубин, првобитно названа Велики синоптички телескоп (LSST), је рефлектујући телескоп широког поља са примарним огледалом од 8,4 метара, који се тренутно пушта у рад на Серо Пачон у Чилеу. Он ће прегледати цело доступно небо отприлике сваке три ноћи. Научне операције треба да почну крајем 2025. године. Скенирајући небо релативно брзо, али и будући у стању да детектује објекте до привидне магнитуде 27, требало би да буде добар у откривању блиских брзо покретних објеката, као и одличан за веће спорије објекте који су тренутно удаљенији.==== Мисија за надзор објеката блиских Земљи ====
Планирани свемирски 0,5-метарски инфрацрвени телескоп дизајниран за преглед Сунчевог система у потрази за потенцијално опасним астероидима. Телескоп ће користити пасивни систем хлађења, тако да за разлику од свог претходника NEOWISE, неће патити од деградације перформанси због недостатка расхладне течности. Ипак, има ограничену дужину мисије јер мора да користи погонско гориво за одржавање орбиталне станице како би одржао своју позицију у тачки SEL1. Одавде ће мисија тражити астероиде скривене од земаљских сателита одсјајем Сунца. Планирано је за лансирање 2026. године.

#### NEO Survey Telescope
Телескоп за преглед објеката блиских Земљи (NEOSTEL) је пројекат финансиран од стране ЕСА, који почиње са иницијалним прототипом који је тренутно у изградњи. Телескоп је новог дизајна „fly-eye“ (мушино око) који комбинује један рефлектор са више сетова оптике и CCD-ова, што му даје веома широко видно поље (око 45 квадратних степени). Када буде завршен, имаће најшире видно поље од свих телескопа и моћи ће да прегледа већину видљивог неба у једној ноћи. Ако иницијални прототип буде успешан, планирана је инсталација још три телескопа широм света. Због новог дизајна, величина примарног огледала није директно упоредива са конвенционалнијим телескопима, али је еквивалентна конвенционалном телескопу од 1 метра.
Сам телескоп би требало да буде завршен до краја 2019. године, а инсталација на планини Муфара на Сицилији требало је да буде завршена 2020. године, али је померена за 2022.

#### NEOWISE
Wide-field Infrared Survey Explorer (WISE) је 0,4 m инфрацрвено-таласни свемирски телескоп лансиран у децембру 2009. и стављен у хибернацију у фебруару 2011. Поново је активиран 2013. године посебно за потрагу за објектима блиским Земљи у оквиру мисије NEOWISE. До тада је криогени расхладни флуид летелице био исцрпљен, тако да су се могла користити само два од четири сензора летелице. Иако је то и даље довело до нових открића астероида који претходно нису виђени са земаљских телескопа, продуктивност је значајно опала. У својој врхунској години, када су сва четири сензора била оперативна, WISE је направио 2,28 милиона посматрања астероида. Последњих година, без криогена, NEOWISE обично прави око 0,15 милиона посматрања астероида годишње. Следећа генерација инфрацрвених свемирских телескопа је дизајнирана тако да им није потребно криогено хлађење.

#### Pan-STARRS
Pan-STARRS, „Панорамски телескоп за преглед и систем брзог одговора“, тренутно (2018) се састоји од два 1,8 m Ричи-Кретјен телескопа који се налазе на Халеакала на Хавајима. Открио је велики број нових астероида, комета, променљивих звезда, супернова и других небеских објеката. Његова примарна мисија је сада откривање објеката блиских Земљи који прете ударним догађајима, и очекује се да ће створити базу података свих објеката видљивих са Хаваја (три четвртине целог неба) до привидне магнитуде 24. Pan-STARRS NEO преглед претражује цело небо северно од деклинације −47,5. Потребно је три до четири недеље да се прегледа цело небо.

#### Телескоп за надзор свемира
Телескоп за надзор свемира (SST) је телескоп од 3,5 m који открива, прати и може да разликује мале, нејасне објекте у дубоком свемиру помоћу система широког видног поља. SST носач користи напредну технологију серво-контроле, што га чини једним од најбржих и најагилнијих телескопа своје величине. Има видно поље од 6 квадратних степени и може скенирати видљиво небо за 6 ведрих ноћи до привидне магнитуде 20,5. Његова примарна мисија је праћење орбиталног отпада. Овај задатак је сличан задатку уочавања астероида блиских Земљи, па је способан за оба.
SST је првобитно био распоређен за тестирање и евалуацију на полигону White Sands Missile Range у Новом Мексику. Дана 6. децембра 2013, објављено је да ће систем телескопа бити премештен на Naval Communication Station Harold E. Holt у Ексмуту, Западна Аустралија. SST је премештен у Аустралију 2017. године, забележио је прву светлост 2020. и након двоипогодишњег програма тестирања постао оперативан у септембру 2022.

#### Спејсвоч
Спејсвоч је био рани небески преглед фокусиран на проналажење астероида блиских Земљи, основан 1980. године. Био је први који је користио CCD сензоре слике за њихово тражење, и први који је развио софтвер за аутоматско откривање покретних објеката у реалном времену. Ово је довело до огромног повећања продуктивности. Пре 1990. године, годишње се вршило неколико стотина посматрања. Након аутоматизације, годишња продуктивност је скочила за фактор 100, што је довело до десетина хиљада посматрања годишње. Ово је утрло пут прегледима које имамо данас.
Иако је преглед још увек у функцији, 1998. године га је заменио Каталински небески преглед. Од тада се фокусира на праћење открића других прегледа, уместо на прављење нових открића. Посебно има за циљ да спречи да високоприоритетни PHO-и буду изгубљени након њиховог открића. Телескопи за преглед су 1,8 m и 0,9 m. Два телескопа за накнадно праћење су 2,3 m и 4 m.

#### Цвикијев транзијентни објекат
Цвикијев транзијентни објекат (ZTF) је пуштен у рад 2018. године, заменивши Intermediate Palomar Transient Factory (2009–2017). Дизајниран је за откривање пролазних објеката који брзо мењају сјај, на пример супернове, бљескови гама зрака, судари између две неутронске звезде, као и покретни објекти попут комета и астероида. ZTF је телескоп од 1,2 m који има видно поље од 47 квадратних степени, дизајниран да слика цело северно небо за три ноћи и скенира раван Млечног пута двапут сваке ноћи до граничне магнитуде 20,5. Очекује се да ће количина података коју производи ZTF бити 10 пута већа од његовог претходника.

## Накнадна посматрања
Када је нови астероид откривен и пријављен, други посматрачи могу потврдити налаз и помоћи у дефинисању орбите новооткривеног објекта. Центар за мале планете Међународне астрономске уније (MPC) делује као глобални центар за размену информација о орбитама астероида. Он објављује листе нових открића која треба верификовати и која још увек имају несигурне орбите, и прикупља резултате накнадних посматрања из целог света. За разлику од почетног открића, које обично захтева неуобичајене и скупе телескопе широког поља, обични телескопи се могу користити за потврду објекта пошто је његов положај сада приближно познат. Таквих телескопа има много више широм света, па чак и добро опремљен аматерски астроном може допринети вредним накнадним посматрањима умерено светлих астероида. На пример, Опсерваторија Грејт Шефорд у дворишту аматера Питера Бертвисла обично подноси хиљаде посматрања Центру за мале планете сваке године. Ипак, неки прегледи (на пример CSS и Спејсвоч) имају сопствене наменске телескопе за накнадна посматрања.
Накнадна посматрања су важна јер када небески преглед пријави откриће, можда се неће вратити да посматра објекат поново данима или недељама. До тада, објекат може постати преслаб да би га детектовао и постоји опасност да постане изгубљени астероид. Што је више посматрања и дужи лук посматрања, то је већа тачност модела орбите. Ово је важно из два разлога:
1. за непосредне ударе помаже у бољем предвиђању где ће се удар догодити и да ли постоји опасност од погађања насељеног подручја.
2. за астероиде који ће овог пута промашити Земљу, што је модел орбите тачнији, то се даље у будућност може предвидети његов положај. Ово омогућава поновно проналажење астероида приликом његових наредних прилазака и предвиђање удара годинама унапред.[13]

### Процена величине и озбиљности удара
Процена величине астероида је важна за предвиђање озбиљности удара, а тиме и за акције које треба предузети (ако их има). Само са посматрањима одбијене видљиве светлости конвенционалним телескопом, објекат би могао бити од 50% до 200% процењеног пречника, а самим тим и од једне осмине до осам пута процењене запремине и масе. Због тога је једно од кључних накнадних посматрања мерење астероида у термалном инфрацрвеном спектру (дуготаласни инфрацрвени), користећи инфрацрвени телескоп. Количина топлотног зрачења коју емитује астероид, заједно са количином одбијене видљиве светлости, омогућава много тачнију процену његове величине него само на основу тога колико је светао у видљивом спектру. Заједничким коришћењем термалних инфрацрвених и видљивих мерења, термални модел астероида може проценити његову величину са тачношћу од око 10% од стварне величине. Један пример таквог накнадног посматрања био је за 3671 Дионис од стране UKIRT-а, највећег инфрацрвеног телескопа на свету у то време (1997). Други пример су накнадна посматрања ЕСА-ине Свемирска опсерваторија Хершел из 2013. године за 99942 Апофис, која су показала да је 20% већи и 75% масивнији него што се раније процењивало. Међутим, таква накнадна посматрања су ретка. Процене величине већине астероида блиских Земљи засноване су само на видљивој светлости.
Ако је објекат првобитно откривен инфрацрвеним телескопом за преглед, тада ће тачна процена величине постати доступна са накнадним посматрањима у видљивој светлости, а инфрацрвена накнадна посматрања неће бити потребна. Међутим, ниједан од горе наведених земаљских телескопа за преглед не ради на термалним инфрацрвеним таласним дужинама. Сателит NEOWISE је имао два термална инфрацрвена сензора, али су престали да раде када је криоген истекао. Стога тренутно не постоје активни термални инфрацрвени небески прегледи који су фокусирани на откривање објеката блиских Земљи. Постоје планови за нови свемирски термални инфрацрвени телескоп за преглед, Мисија за надзор објеката блиских Земљи, чије је лансирање предвиђено за 2025. годину.

## Прорачун удара

### Минимална удаљеност пресека орбита
Минимална удаљеност пресека орбита (MOID) између астероида и Земље је удаљеност између најближих тачака њихових осцилирајућих орбита. Ова прва провера је груба мера која не омогућава предвиђање удара, већ се заснива искључиво на параметрима орбите и даје почетну меру колико се астероид може приближити Земљи. Ако је MOID велики, два објекта се никада не приближавају један другом. У том случају, осим ако се орбита астероида не пертурбује тако да се MOID смањи у неком тренутку у будућности, он никада неће ударити у Земљу и може се занемарити. Међутим, ако је MOID мали, потребно је извршити детаљније прорачуне како би се утврдило да ли ће доћи до удара у будућности. Астероиди са MOID-ом мањим од 0,05 АЈ и апсолутном магнитудом сјајнијом од 22 класификују се као потенцијално опасан астероид.

### Пројектовање у будућност
Када је почетна орбита позната, потенцијални положаји се могу предвидети годинама унапред и упоредити са будућим положајем Земље. Ако је удаљеност између астероида и центра Земље мања од полупречника Земље, предвиђа се потенцијални удар. Да би се узеле у обзир несигурности у орбити астероида, праве се многе будуће пројекције (симулације) са благо различитим параметрима унутар опсега несигурности. Ово омогућава процену вероватноће удара у процентима. На пример, ако се изврши 1.000 симулација и 73 резултирају ударом, онда би предвиђање било 7,3% шансе за удар.

### NEODyS
NEODyS (Near Earth Objects Dynamic Site) је сервис Европске свемирске агенције који пружа информације о објектима блиским Земљи. Заснован је на континуирано и (скоро) аутоматски одржаваној бази података о орбитама астероида блиских Земљи. Сајт пружа бројне услуге заједници која се бави NEO-има. Главна услуга је систем за праћење удара (CLOMON2) свих астероида блиских Земљи који покрива период до 2100. године.
Веб-сајт NEODyS укључује страницу са ризицима где су сви NEO-и са вероватноћом удара у Земљу већом од 10−11 од сада до 2100. године приказани на листи ризика. У табели листе ризика, NEO-и су подељени на:
- "специјалне", као што је био случај са (99942) Апофис
- "уочљиве", објекте који су тренутно видљиви и којима је хитно потребно накнадно праћење ради побољшања њихове орбите
- "могуће поновно проналажење", објекте који тренутно нису видљиви, али их је могуће поново пронаћи у блиској будућности
- "изгубљене", објекте који имају апсолутна магнитуда (H) сјајнију од 25, али који су практично изгубљени, јер им је орбита превише несигурна; и
- "мале", објекте са апсолутном магнитудом слабијом од 25; чак и када су такви објекти "изгубљени", сматра се да су премали да би изазвали велику штету на тлу (иако би Чељабински метеор био слабији од овога).

Сваки објекат има своју табелу ударача (IT) која приказује многе параметре корисне за процену ризика.

### Систем за предвиђање Сентри
НАСА-ин систем Сентри континуирано скенира MPC каталог познатих астероида, анализирајући њихове орбите за било какве могуће будуће ударе. Као и ЕСА-ин NEODyS, он даје листу могућих будућих удара, заједно са вероватноћом сваког. Користи благо другачији алгоритам од NEODyS-а, и стога пружа корисну унакрсну проверу и потврду. Тренутно нису предвиђени никакви удари (једини тренутно наведен удар са највећом вероватноћом је астероид од ~7 m 2010 RF12, који би требало да прође поред Земље у септембру 2095. са само 10% предвиђене шансе за удар; његова величина је такође довољно мала да би било каква штета од удара била минимална).

### Образац прорачуна вероватноће удара
Елипсе на дијаграму десно приказују предвиђени положај примера астероида при најближем проласку поред Земље. У почетку, са само неколико посматрања астероида, елипса грешке је веома велика и укључује Земљу. Вероватноћа предвиђања удара је мала јер Земља покрива мали део велике елипсе грешке. (Често се елипса грешке протеже на десетине, ако не и стотине милиона километара.) Даља посматрања смањују елипсу грешке. Ако она и даље укључује Земљу, то повећава предвиђену вероватноћу удара, пошто Земља фиксне величине сада покрива већи део мањег региона грешке. Коначно, још више посматрања (често радарска посматрања, или откриће претходног виђења истог астероида на много старијим архивским сликама) смањују елипсу, обично откривајући да је Земља изван мањег региона грешке и вероватноћа удара је тада близу нуле. У ретким случајевима, Земља остаје у све мањој елипси грешке и вероватноћа удара се тада приближава јединици.
За астероиде који су на путу да ударе у Земљу, предвиђена вероватноћа удара никада не престаје да расте како се врше нова посматрања. Овај у почетку врло сличан образац отежава брзо разликовање између астероида који ће бити милионима километара од Земље и оних који ће је погодити. То заузврат отежава одлуку када треба подићи узбуну, јер стицање веће сигурности захтева време, што смањује време доступно за реакцију на предвиђени удар. Међутим, прерано подизање узбуне носи опасност од изазивања лажне узбуне и стварања ефекта „дечака који је викао вук“ ако астероид ипак промаши Земљу. НАСА ће подићи узбуну ако астероид има већу шансу од 1% да удари.
У децембру 2004. године, када је процењено да Апофис има 2,7% шансе да удари у Земљу 13. априла 2029, регион несигурности за овај астероид се смањио на 82.818 km.

## Одговор на предвиђени удар
Када је удар предвиђен, потребно је проценити потенцијалну озбиљност и формирати план одговора. У зависности од времена до удара и предвиђене озбиљности, ово може бити једноставно као упозорење грађанима. На пример, иако непредвиђен, удар у Чељабинску 2013. године приметила је кроз прозор наставница Јулија Карбишева. Сматрала је да је паметно предузети мере предострожности наређујући својим ученицима да се држе даље од прозора учионице и да изведу маневар сагни се и покриј. Наставница, која је остала да стоји, озбиљно је повређена када је стигао ударни талас и стакло прозора јој је пресекло тетиву на једној руци и оставило бутину, али ниједан од њених ученика, којима је наредила да се сакрију испод столова, није задобио посекотине. Да је удар био предвиђен и да је упозорење дато целом становништву, сличне једноставне мере предострожности могле су знатно смањити број повреда. Деца која су била у другим учионицама су повређена. Ако се предвиди озбиљнији удар, одговор може захтевати евакуацију подручја, или, са довољно времена на располагању, мисију избегавања како би се астероид одбио. Према сведочењу стручњака у Конгресу Сједињених Држава 2013. године, НАСА би захтевала најмање пет година припреме пре него што би се могла покренути мисија за пресретање астероида, што је демонстрирано кинетичким одбијањем месеца мале планете, неопасног NEO астероида названог Диморфос уз помоћ летелице DART. Након десетомесечног путовања до система Дидимос, ударач се сударио са Диморфосом 26. септембра 2022. брзином од око 15.000 miles per hour (24.000 kilometres per hour). Судар је успешно смањио орбитални период Диморфоса око Дидимоса за 32±2 минута.

## Ефикасност тренутног система
Ефикасност тренутног система може се проценити на више начина. Дијаграм испод илуструје број успешно предвиђених удара сваке године у поређењу са бројем непредвиђених астероидних ударних догађаја забележених инфразвучним сензорима дизајнираним за откривање детонације нуклеарних уређаја. Он показује да се стопа успеха повећава током времена, али да се велика већина и даље пропушта.
- Успешно предвиђени удари
- Непредвиђени удари

Један проблем са проценом ефикасности на овај начин је тај што се осетљивост инфразвучних сензора протеже на мале астероиде, који генерално наносе врло мало штете. Пропуштени астероиди су углавном мали, а пропуштање малих астероида је релативно неважно. Насупрот томе, пропуштање великог астероида који удара са дневне стране је веома проблематично, са непредвиђеним Чељабинским метеором средње величине који пружа благи пример из стварног живота. Да би се проценила ефикасност откривања (ретких) већих астероида који су важни, потребан је другачији приступ.
Та ефикасност за веће астероиде може се проценити посматрањем времена упозорења за астероиде који нису ударили у Земљу, али су прошли близу. Дијаграм испод за астероиде који су прошли ближе од Месеца показује колико су унапред откривени пре најближег приласка. За разлику од удара астероида, где инфразвучни сензори пружају основну истину, немогуће је са сигурношћу знати колико је блиских прилазака остало неоткривено. Од откривених астероида, дијаграм показује да око половина није откривена све док нису прошли поред Земље. Да су били на путу да ударе у Земљу, не би били уочени пре удара, првенствено зато што су се приближавали из правца блиског Сунцу. Ово укључује веће астероиде попут 2018 AH, који се приближио из правца блиског Сунцу и откривен је 2 дана након што је прошао. Процењује се да је око 100 пута масивнији од Чељабинског метеора.
- Откривено > 1 годину унапред
- Откривено > 7 недеља унапред
- Откривено > 1 недељу унапред
- Откривено до 1 недеље унапред
- < 24 сата упозорења
- Без упозорења

Број откривања расте како се отварају нови прегледи (на пример ATLAS 2016. и ZTF 2018. године), али отприлике половина откривања се деси након што астероид прође поред Земље. Доњи графикони визуелизују времена упозорења за блиске проласке наведене у горњем стубичастом дијаграму, према величини астероида уместо према години у којој су се догодили. Величине графикона приказују релативне величине астероида у размери. Ово се заснива на апсолутној магнитуди сваког астероида, приближној мери величине заснованој на сјају. Ради поређења, приказана је и приближна величина човека.
Апс. магнитуда 30 и већа
 (величина човека ради поређења)
|           |           |
| 2000–2009 | 2010–2019 |

Апс. магнитуда 29–30
|           |           |
| 2000–2009 | 2010–2019 |

Апсолутна магнитуда 28–29
|           |           |
| 2000–2009 | 2010–2019 |

Апсолутна магнитуда 27–28
|           |           |
| 2000–2009 | 2010–2019 |

Апсолутна магнитуда 26–27 (вероватна величина Чељабинског метеора)
|           |           |
| 2000–2009 | 2010–2019 |

Апсолутна магнитуда 25–26
|           |           |
| 2000–2009 | 2010–2019 |

Апсолутна магнитуда мања од 25 (највећи)
|           |           |
| 2000–2009 | 2010–2019 |

Као што се може видети, способност предвиђања већих астероида значајно се побољшала од раних година 21. века, при чему се неки сада каталогизују (предвиђају више од годину дана унапред), или имају употребљива времена за рано упозорење (више од недељу дана).
На основу неколико успешно предвиђених удара астероида, просечно време између почетног откривања и удара тренутно износи око 9 сати. Постоји одређено кашњење између почетног посматрања астероида, подношења података, и накнадних посматрања и прорачуна који доводе до предвиђања удара.

## Побољшање предвиђања удара
Поред већ финансираних телескопа наведених горе, НАСА је предложила два одвојена приступа за побољшање предвиђања удара. Оба приступа се фокусирају на први корак у предвиђању удара (откривање астероида блиских Земљи), јер је то највећа слабост тренутног система. Први приступ користи моћније земаљске телескопе сличне Опсерваторији Рубин.  Будући да су земаљски, такви телескопи ће и даље посматрати само део неба око Земље. Посебно, сви земаљски телескопи имају велику слепу тачку за све астероиде који долазе из правца Сунца. Поред тога, на њих утичу временски услови, светљење ноћног неба и фаза Месеца.
Да би се заобишли сви ови проблеми, други предложени приступ је употреба свемирских телескопа који могу посматрати много већи регион неба око Земље. Иако и даље не могу да се усмере директно ка Сунцу, немају проблем плавог неба који треба превазићи и стога могу открити астероиде много ближе Сунцу на небу него земаљски телескопи. Независни од временских прилика или светљења неба, они такође могу радити 24 сата дневно током целе године. Коначно, телескопи у свемиру имају предност што могу користити инфрацрвени сензоре без сметњи Земљине атмосфере. Ови сензори су бољи за откривање астероида од оптичких сензора, и иако постоје неки земаљски инфрацрвени телескопи као што је UKIRT, они нису дизајнирани за откривање астероида. Свемирски телескопи су скупљи и имају краћи животни век, па се земаљске и свемирске технологије донекле допуњују. Иако је већина ИЦ спектра блокирана Земљином атмосфером, веома корисни термални инфрацрвени (дуготаласни инфрацрвени) фреквенцијски опсег није блокиран (погледајте празнину на 10 μm на дијаграму испод). Ово омогућава могућност земаљских термалних прегледа дизајнираних за откривање астероида блиских Земљи, иако тренутно ниједан није планиран.
Године 2025, мисија НАСА-е NEO Surveyor напредовала је ка планираном лансирању 2027. године, за које се очекује да ће драматично побољшати рано откривање опасних астероида коришћењем свемирског инфрацрвеног снимања. Опсерваторија Рубин је такође почела са радом, откривши преко 2.000 нових астероида у својим почетним прегледима.

### Ефекат опозиције
Постоји још један проблем који чак ни телескопи у Земљиној орбити не превазилазе (осим ако не раде у термални инфрацрвени спектру). То је проблем осветљења. Астероиди пролазе кроз фазе сличне месечевим фазама. Иако телескоп у орбити може имати неометан поглед на објекат који је на небу близу Сунца, он ће и даље гледати у тамну страну објекта. То је зато што Сунце сија на страни која је окренута од Земље, као што је случај са Месецом када је у фази младог месеца. Због овог ефекта опозиције, објекти су много мање светли у овим фазама него када су потпуно осветљени, што их чини тешким за откривање (погледајте графикон и дијаграм испод).
| year | откривени у опозицији | откривени касније | откривени раније |
| ---- | --------------------- | ----------------- | ---------------- |
| 2001 | 1                     | 1                 | 0                |
| 2002 | 2                     | 0                 | 0                |
| 2003 | 5                     | 0                 | 0                |
| 2004 | 10                    | 0                 | 0                |
| 2005 | 6                     | 0                 | 0                |
| 2006 | 12                    | 0                 | 0                |
| 2007 | 15                    | 0                 | 1                |
| 2008 | 20                    | 0                 | 0                |
| 2009 | 19                    | 0                 | 0                |
| 2010 | 22                    | 0                 | 0                |
| 2011 | 27                    | 0                 | 3                |
| 2012 | 22                    | 0                 | 0                |
| 2013 | 23                    | 0                 | 1                |
| 2014 | 32                    | 0                 | 0                |
| 2015 | 27                    | 0                 | 0                |
| 2016 | 60                    | 0                 | 0                |
| 2017 | 56                    | 0                 | 1                |
| 2018 | 91                    | 0                 | 2                |

Овај проблем се може решити употребом термалних инфрацрвених прегледа (било земаљских или свемирских). Обични телескопи зависе од посматрања светлости одбијене од Сунца, због чега се јавља ефекат опозиције. Телескопи који детектују термалну инфрацрвену светлост зависе само од температуре објекта. Његов термални сјај се може детектовати из било ког угла и посебно је користан за разликовање астероида од позадинских звезда, које имају другачији термални потпис.
Овај проблем се такође може решити без употребе термалног инфрацрвеног зрачења, позиционирањем свемирског телескопа даље од Земље, ближе Сунцу. Телескоп тада може гледати уназад ка Земљи из истог правца као и Сунце, а сви астероиди ближи Земљи од телескопа ће тада бити у опозицији и много боље осветљени. Постоји тачка између Земље и Сунца где су гравитације два тела савршено у равнотежи, названа Сунце-Земља Л1 Лагранжова тачка (SEL1). Она је отприлике 1,6 million kilometres (1 million miles) од Земље, око четири пута даље од Месеца, и идеално је погодна за постављање таквог свемирског телескопа. Један проблем са овом позицијом је одсјај Земље. Гледајући ка споља из SEL1, сама Земља је у пуном сјају, што спречава телескоп који се ту налази да види тај део неба. Срећом, то је исти део неба у којем су земаљски телескопи најбољи у уочавању астероида, тако да се међусобно допуњују.
Друга могућа позиција за свемирски телескоп била би још ближе Сунцу, на пример у орбити сличној Венериној. Ово би пружило шири поглед на Земљину орбиту, али са веће удаљености. За разлику од телескопа у Лагранжовој тачки SEL1, он се не би кретао синхронизовано са Земљом, већ би кружио око Сунца сличном брзином као Венера. Због тога, често не би био у позицији да пружи упозорење о астероидима непосредно пре удара, али би био у доброј позицији да каталогизује објекте пре него што се нађу на коначном прилазу, посебно оне који претежно круже ближе Сунцу. Један проблем са боравком тако близу Сунца као што је Венера је тај што летелица може бити претопла да би ефикасно користила инфрацрвени таласне дужине. Други проблем би била комуникација. Како ће телескоп већи део године бити далеко од Земље (па чак и иза Сунца у неким тренуцима), комуникација би често била спора, а понекад и немогућа, без скупих побољшања на Мрежи дубоког свемира.

### Решења проблема: табела сажетка
Ова табела сажима која од различитих проблема са којима се сусрећу тренутни телескопи решавају различита решења.
| Предложено решење                                   | Глобална покривеност | Облаци | Плаво небо | Пун месец | Ефекат опозиције | Термални инфрацвени | Светлуцање неба |
| --------------------------------------------------- | -------------------- | ------ | ---------- | --------- | ---------------- | ------------------- | --------------- |
| Географски раздвојени земаљски телескопи за преглед | Да                   |        |            |           |                  |                     |                 |
| Снажнији земаљски телескопи за преглед              |                      |        |            |           | Да               |                     |                 |
| Инфрацрвени земаљски NEO телескопи за преглед       |                      |        |            |           | Да               | Да                  |                 |
| Телескоп у Земљиној орбити                          | Да                   | Да     | Да         | Да        |                  |                     | Да              |
| Инфрацрвени телескоп у Земљиној орбити              | Да                   | Да     | Да         | Да        | Да               | Да                  | Да              |
| Телескоп у тачки SEL1                               | Да                   | Да     | Да         | Да        | Да               |                     | Да              |
| Инфрацрвени телескоп у тачки SEL1                   | Да                   | Да     | Да         | Да        | Да               | Да                  | Да              |
| Телескоп у орбити сличној Венериној                 |                      | Да     | Да         | Да        | Да               | [ note 14 ]         | Да              |

#### NEO Surveyor
Године 2017, НАСА је предложила низ алтернативних решења за откривање 90% објеката блиских Земљи величине 140 m или већих у наредних неколико деценија. Како осетљивост детекције опада са величином, али се не прекида нагло, ово ће такође побољшати стопе откривања мањих објеката који много чешће ударају у Земљу. Неколико предлога користи комбинацију побољшаног земаљског телескопа и свемирског телескопа позиционираног у Лагранжовој тачки SEL1. Бројни велики земаљски телескопи су већ у касним фазама изградње (погледајте горе). Свемирска мисија смештена у SEL1, NEO Surveyor, сада је такође финансирана. Планирано је да буде лансирана 2027. године.

## Списак успешно предвиђених удара астероида
Испод је списак свих објеката блиских Земљи који су ударили или су можда ударили у Земљу и који су унапред предвиђени. Овај списак би такође укључивао све објекте идентификоване као да имају већу од 50% шансу за удар у будућности, али у овом тренутку нису предвиђени такви будући удари. Како се способност откривања астероида повећава, очекује се да ће предвиђање у будућности постати успешније.
| Датум удара      | Датум открића | Објекат  | Лук посматрања (минута) | Период упозорења (дана) | Каталогизован | Величина (m) | (H) (апс. маг) | Брзина у односу на Земљу (km/s) | Брзина у односу на Сунце (km/s) | Угао удара (°) | Локација удара                                  | Висина експлозије (km) | Енергија удара (kt) | Пронађени метеорити |
| ---------------- | ------------- | -------- | ----------------------- | ----------------------- | ------------- | ------------ | -------------- | ------------------------------- | ------------------------------- | -------------- | ----------------------------------------------- | ---------------------- | ------------------- | ------------------- |
| 2008-10-07 02:46 | 2008-10-06    | 2008 TC3 | 1.145                   | 0,837                   | Не            | 4,1          | 30,4           | 12,8                            | 31,5                            | 25,3           | Северни Судан                                   | 37                     | 0,98                |                     |
| 2014-01-02 03:04 | 2014-01-01    | 2014 AA  | 69                      | 0,867                   | Не            | 1,6–3,9      | 30,9           | 12,2                            | 35,0                            | 84,6           | Централни Атлантик                              | непознато              | непознато           | —                   |
| 2018-06-02 16:45 | 2018-06-02    | 2018 LA  | 227                     | 0,354                   | Не            | 2,7          | 30,6           | 16,6                            | 37,6                            | 28,4           | граница Боцване и Јужноафричке Републике        | 28,7                   | 1                   |                     |
| 2019-06-22 21:26 | 2019-06-22    | 2019 MO  | 138                     | 0,564                   | Не            | 5,3–7,2      | 29,3           | 16,0                            | 42,5                            | 35,1           | Карипско море, јужно од Порторика               | 25                     | 6                   | —                   |
| 2022-03-11 21:22 | 2022-03-11    | 2022 EB5 | 112                     | 0,082                   | Не            | 4,2–5,7      | 31,3           | 18,5                            | 41,4                            | 63,4           | Арктички океан, јужно од Јан Мајена             | 33,3                   | 4                   | —                   |
| 2022-11-19 08:26 | 2022-11-19    | 2022 WJ1 | 185                     | 0,149                   | Не            | 0,5–1,2      | 33,5           | 14,3                            | 37,9                            | 26,5           | Брантфорд, Онтарио, Канада                      | непознато              | непознато           | —                   |
| 2023-02-13 02:59 | 2023-02-12    | 2023 CX1 | 394                     | 0,279                   | Не            | 0,7          | 32,8           | 14,2                            | 37,8                            | 57,3           | Ламанш                                          | 28                     | непознато           |                     |
| 2024-01-21 00:32 | 2024-01-20    | 2024 BX1 | 156                     | 0,114                   | Не            | 0,4          | 32,8           | 15,3                            | 35,7                            | 83,1           | Берлин, Немачка                                 | непознато              | непознато           |                     |
| 2024-09-04 16:39 | 2024-09-04    | 2024 RW1 | 618                     | 0,455                   | Не            | 1,5–2,0      | 32,1           | 20,8                            | 38,9                            | 61,0           | Северни Лузон, Филипини                         | 25,0                   | 0,2                 | —                   |
| 2024-10-22 10:54 | 2024-10-22    | 2024 UQ  | 14                      | 0,074                   | Не            | 1,2-1,5      | 32,7           | 23,6                            | 38,1                            | 61,1           | Источни Тихи океан, између Хаваја и Калифорније | 38,2                   | 0,15                | —                   |
| 2024-12-03 16:14 | 2024-12-03    | 2024 XA1 | 540                     | 0,431                   | Не            | 0,6-1,6      | 33,0           | 15,5                            | 37,7                            | 58,1           | Источни Сибир                                   | непознато              | непознато           | —                   |

Поред ових објеката, метеороид CNEOS20200918 је пронађен 2022. године у архивским подацима ATLAS-а, снимљен 10 минута пре свог удара 18. септембра 2020. Иако је технички могао бити откривен пре удара, примећен је тек ретроспективно.
Такође постоји низ објеката који су посматрани у орбити и који су можда ударили убрзо након посматрања, али можда и нису. Тешко је знати тачан број ових могућих ударача јер непотврђени трагови имају широк спектар могућих орбита, а само део њих је у складу са ударом у Земљу. Један пример је A106fgF, објекат посматран 22. јануара 2018. са луком посматрања од само 39 минута.